# Liste der Naturdenkmale in Gechingen
| Naturdenkmale | Anzahl |
| ------------- | ------ |
| FND           | 2      |
| END           | 4      |
| Gesamt        | 6      |

Die Liste der Naturdenkmale in Gechingen nennt die verordneten Naturdenkmale (ND) der im baden-württembergischen Landkreis Calw liegenden Gemeinde Gechingen. In Gechingen gibt es insgesamt sechs als Naturdenkmal geschützte Objekte, davon zwei flächenhafte Naturdenkmale (FND) und vier Einzelgebilde-Naturdenkmale (END).
Stand: 31. Oktober 2016.

## Flächenhafte Naturdenkmale (FND)
| Name                        | Bild | Kennung     | Einzelheiten | Position | Fläche Hektar | Datum        |
| --------------------------- | ---- | ----------- | ------------ | -------- | ------------- | ------------ |
| Buchen-Altholz Burch        |      | 82350290003 | Gechingen    | ⊙        | 3,2           | 4. Sep. 1953 |
| Steinriegel und Gehölz Berg |      | 82350290002 | Gechingen    | ⊙        | 0,4           | 4. Sep. 1953 |
| Legende für Naturdenkmal    |      |             |              |          |               |              |

## Einzelgebilde (END)
| Name                        | Bild | Kennung     | Einzelheiten    | Position | Fläche Hektar | Datum        |
| --------------------------- | ---- | ----------- | --------------- | -------- | ------------- | ------------ |
| Große Linde                 |      | 82350290006 | Gechingen       | ⊙        | 0,0           | 1. Feb. 1950 |
| Linden am Sedanplatz        |      | 82350290001 | Gechingen       | ⊙        | 0,0           | 4. Sep. 1953 |
| Lindenreihe und Grubbank    |      | 82350290007 | Gechingen       | ⊙        | 0,0           | 4. Sep. 1953 |
| Weidbuche am Jungscharplatz |      | 82350850017 | Gechingen, Calw | ⊙        | 0,0           | 4. Sep. 1953 |
| Legende für Naturdenkmal    |      |             |                 |          |               |              |